# Klaas Dijkstra
Klaas Dijkstra (n.20 martie 1895, Sneek, Frizia, Țările de Jos - 4 iunie 1969, Hilversum) a fost un  om de știință amator care a susținut că Pământul este plat.

## Teoria Pământului plat
Și-a început cercetările sale în 1931. În 1947 a afirmat că Pământul este plat, afirmație pe care a susținut-o până la moartea sa în 1969. Conform teoriei sale, Pământul este un disc rotund plat care are la marginea sa un zid din gheață - acestă zonă fiind considerată Polul Sud.  Dijkstra a numit Polul Sud ca "zona de apatie", lumea se termină acolo, aerul este subțire și busola nu funcționează corect. Polul Nord se află în centrul Pământului plat al lui Dijkstra. După ce Edmund Hillary și Vivian Fuchs au trecut pe la Polul Sud cu o autoșeniletă în 1958, Dijkstra a rămas încrezător în teoria sa:
"Teoria mea că pământul nu este o sferă ci un disc plat a fost afectată dar nu a fost răsturnată."
După ce, din 1968, au început misiunile spațiale Apollo și numeroase fotografii au fost publicate, Dijkstra a afirmat că:
"Trei astronauți au văzut lumea așa cum este ea dar ei trebuie să păstreze tăcerea în privința asta."
În cartea sa Pledoarie pentru pământ plat (Pleidooi voor de platte aarde) Dijkstra pretinde că a intrat în contact cu ființe extraterestre.
Teoriile sale sunt folosite de unii creaționiști, cum ar fi Ab Klein Haneveld, care afirmă că trăim pe un Pământ gol la interior care are o suprafață în formă de castron.